# Correzione delle acque del Giura

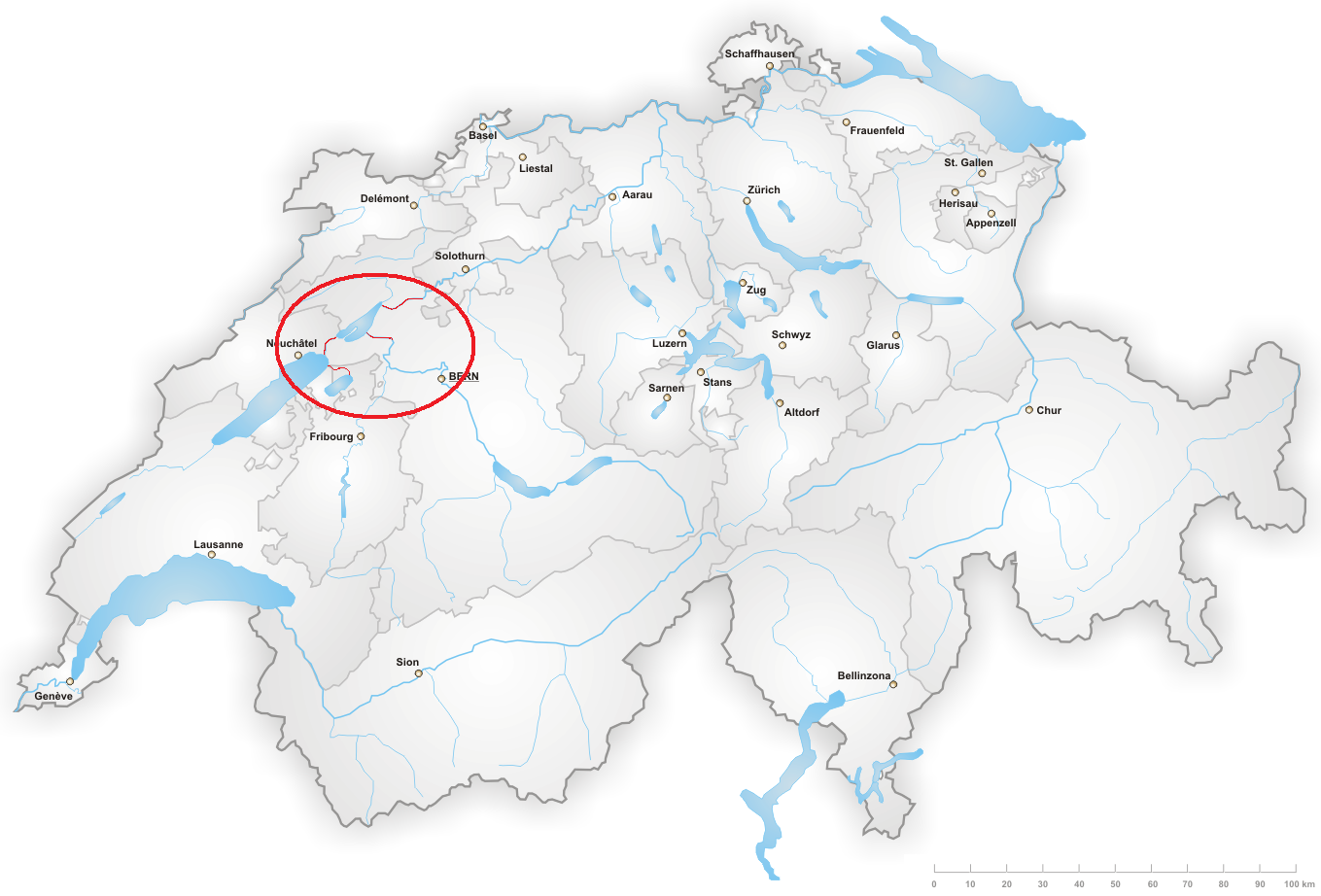
Cerchiata in rosso l'area interessata dai lavori di correzione.

La correzione delle acque del Giura è una vasta opera di controllo idrico realizzata in Svizzera nella regione dei tre laghi del Seeland, che comprende il lago di Neuchâtel, di Bienne e di Morat. Le opere comprendono imbrigliamento, correzione e deviazione di vari corsi d'acqua. I lavori si sono svolti in tre fasi nel corso del diciottesimo e diciannovesimo secolo.
Le correzioni hanno permesso un maggiore controllo sull'idrologia della regione dei tre laghi, limitando il rischio di inondazioni, proteggendo in particolare la regione dalle piene del fiume Aar. Con queste opere si sono anche bonificate vaste aree prima paludose.
Molte sono state le opere di correzione di corsi d'acqua in Svizzera, come quelle della Valle del Reno prima di entrare nel lago di Costanza e quelle del fiume Ticino nel piano di Magadino. La correzione dei corsi d'acqua del massiccio del Giura resta comunque la più vasta e più importante mai realizzata in questo paese.

## Geografia

La regione del Seeland prima dei lavori di correzione.

Posta sull'altopiano svizzero ai piedi del massiccio del Giura, la regione dei tre laghi fa parte del bacino idrografico del Reno, dove la totalità dei corsi d'acqua confluiscono nel fiume Aar affluente del Reno.
Prima di questi lavori iniziati nel 1868, il fiume Aar non si versava nel lago di Bienne, ma si divideva in più bracci a partire da Aarberg per poi congiungersi con il fiume Thielle, emissario del lago, presso Büren an der Aare. In particolari condizioni meteorologiche e idrologiche, dei depositi alluvionali o detriti trasportati dalla corrente potevano provocare degli sbarramenti nei bracci del fiume Aar e fuoriuscita delle acque dagli alvei.
La superficie interessata dalle opere si estende su una lunghezza di circa 100 km, e tocca i cantoni di Vaud, Friburgo, Neuchâtel, Soletta, Berna e del Giura.

## Storia

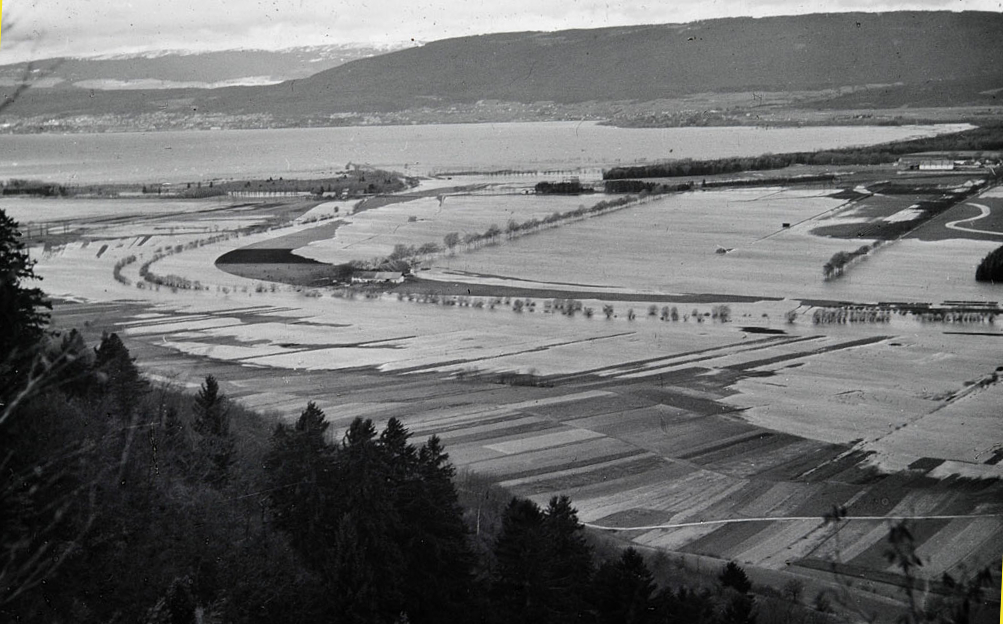
Inondazione nel Grosses Moos

Situazione idrologica prima della bonifica in blu scuro, le zone soggette a inondazione in blu chiaro.

Ricerche archeologiche hanno mostrato che a partire dall'età del bronzo, il livello dei laghi della regione è progressivamente aumentato a seguito di cambiamenti climatici, diventando nel quindicesimo secolo una minaccia per gli abitanti della regione. Le cronache dell'epoca riportano di molte alluvioni ed inondazioni che hanno interessato la regione allora paludosa del Seeland. In alcune occasioni i tre laghi diventarono un solo ed unico specchio d'acqua come avvenne nel 1651 quando la distesa d'acqua raggiunse la città di Soletta; secondo Schneider, in quell'occasione si toccò il livello più alto raggiunto dalle acque e storicamente registrato.
Queste frequenti inondazioni provocarono numerose conseguenze per le popolazioni locali: dopo la metà del sedicesimo secolo si ebbe un notevole calo della produzione agricola nella zona e frequente paludismo che spinse le popolazioni ad abbandonare i villaggi. Non è un caso che i primi progetti di bonifica della regione vennero portati avanti da Johann Rudolf Schneider medico di stato. Nel corso dei due secoli successivi le continue e pesanti inondazioni costrinsero le autorità a lottare attivamente contro queste calamità. Diversi progetti vennero elaborati e furono prese alcune misure pratiche come la proibizione di costruire ostacoli sul fiume Thielle nel 1674.
Nel 1707 Samuel Bodmer, luogotenente di artiglieria e geometra bernese, studiò un piano di imbrigliamento del fiume Thielle tra il lago di Bienne e il suo congiungimento con l'Aar; questo progetto prevedeva la riduzione del livello del lago attraverso il taglio di un meandro dell'emissario. Nel 1749, Antoni Benjamin Tillier, il primo funzionario federale incaricato del controllo dei corsi d'acqua, fece bonificare il corso della Thielle a Nidau e a Brügg. Le importanti inondazioni del 1831 e 32 provocarono la formazione di un comitato d'intervento a Nidau. A metà degli anni trenta il comitato presieduto da Johann Rudolf Schneider lavorò ad un progetto di spostamento del fiume Aar per farlo confluire nel lago di Bienne incaricando della progettazione l'ingegnere grigionese Richard La Nicca.

### Il progetto di Richard La Nicca

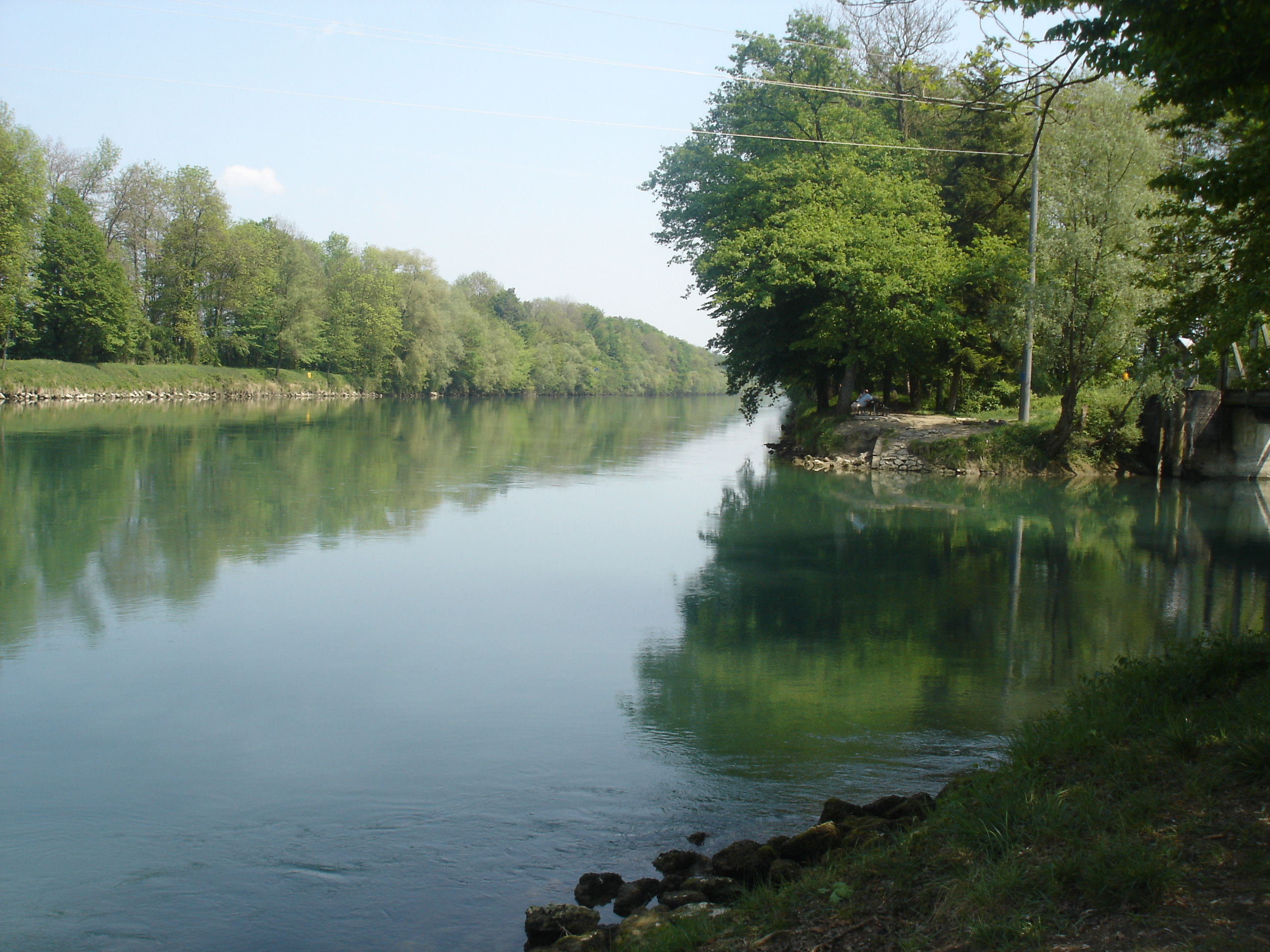
Veduta del canale da Hagneck.

Due anni più tardi il grigionese presentò il suo Rapporto sulle proposte di correzione delle acque del Giura. Egli proponeva la realizzazione di diversi lavori di bonifica, con lo spostamento dell'alveo del fiume Aar da Aarberg verso il lago di Bienne con la costruzione di un canale chiamato Hagneck, la costruzione di un altro canale in uscita dal lago (canale Nidau-Büren) ; la correzione del fiume Broye tra il lago di Morat e di Neuchâtel (canale della Broye), della Thielle tra il lago di Neuchâtel e di Bienne (canale della Thielle) e dell'Aar tra Büren e la confluenza con il fiume Emme a Luterbach, il tutto completato con l'esecuzione di opere di bonifica nelle paludi e zone limitrofe.
Questo progetto venne sottoposto alle autorità competenti nel 1852, che ne suddivisero i lavori in tre fasi:

I quattro canali di bonifica:
1: canale di Thielle
2: canale della Broye
3: canale dell'Hagneck
4: canale di Nidau-Büren
I piccoli canali di bonifica sono indicati in blu chiaro.

- fase 1: risanamento degli emissari dei laghi e delle confluenze del fiume Thielle con l'Aar a Meienried, e prima di Büren;
- fase 2: importanti lavori sui fiumi Thielle e Aar, per spostare più a valle la confluenza della Thielle nell'Aar in modo da permettere un migliore deflusso delle acque dei due emissari del lago di Bienne per rendere il livello delle acque di quest'ultimo meno legato ai sedimenti portati dall'Aar;
- fase 3: spostamento dell'Aar, sia verso il lago di Bienne, che nel lago di Neuchâtel, in modo da consentire un deposito del materiale alluvionale trasportato dalle piene nei bacini.

I lavori eseguiti in un grande lasso di tempo si possono suddividere in tre fasi:
- la creazione del canale di Hagneck che devia il corso dell'Aar verso il lago di Bienne all'altezza di Aarberg;
- allargamento dell'emissario del lago di Bienne con il canale di Nidau-Büren;
- la costruzione dei canali della Broye e della Thielle, che migliorò il drenaggio fra il lago di Morat e quello di Neuchâtel, e fra quest'ultimo e il lago di Bienne.

Queste opere permisero la cessazione delle inondazioni delle pianure situate tra i laghi e le zone limitrofe delle aree fra Büren e Soletta e del Grosses Moos. Con il passare del tempo, l'affossamento del terreno in vaste zone, provocato dal maggiore drenaggio e dall'estrazione di torba, rese necessari ulteriori interventi, realizzati sotto la guida di Robert Müller tra il 1962 e il 1973; questi lavori sono chiamati la seconda correzione delle acque del Giura.